# Abolição (minissérie)
Abolição é uma minissérie brasileira produzida e exibida pela TV Globo de 22 a 25 de novembro de 1988, em 4 capítulos.
Escrita por Wilson Aguiar Filho, com colaboração de Walter Avancini e Joel Rufino dos Santos, sob direção de Avancini.

## Sinopse
A minissérie relata a vida da escrava Iná Inerã e do negro alforriado Lucas Tavares, tendo como cenário principal a fazenda do Coronel Macedo Tavares. Ali, desenrolam-se os fatos que culminaram com a assinatura da Lei Áurea pela Princesa Isabel, em 13 de maio de 1888.
O sonho de liberdade de Iná, uma escrava rebelde e de comportamento guerreiro, tendo como contratempo o ideal pacifista de Lucas, que pretendia o fim da escravatura através da lei.

## Elenco
Os escravizados
- Ângela Correa .... Iná Inerã
- Luiz Antônio Pilar .... Lucas Tavares
- Léa Garcia .... Aparecida
- José de Araújo .... Nzenga
- Thiago Justino .... Olokini
- Kadu Karneiro .... Mamadu (Elias)
- Luiza Gomes .... Adeta
- Erivaldo Casan .... Idaji
- Cinthya Rachel .... Ododô
- Fátima Serafim .... Chica
- Grande Otelo .... Patápio dos Prazeres
- Cosme dos Santos .... Floriano Magalhães

Família Macedo Tavares
- Milton Moraes .... Coronel Hipólito Macedo Tavares
- Marta Overbeck .... Dona Emília
- Ednei Giovenazzi .... Padre Ramos
- Emiliano Queiroz .... Osvaldo
- Mira Haar .... Florinda
- Dominique Afonso .... Estela
- Celine Imbert .... Elvira

Família Imperial
- Tereza Rachel .... Princesa Isabel
- Odilon Wagner .... Conde d'Eu
- Carlos Kroeber .... D. Pedro II
- Regina Macedo .... Imp. Teresa Cristina
- Luis Felipe de Lima .... D. Pedro Augusto
- Natália do Valle .... Princesa Amélia
- Sebastião Vasconcelos .... D. Pedro I

Militares
- Mauro Mendonça .... Benjamin Constant
- Claudio Cavalcanti .... Gen. Floriano Peixoto
- Castro Gonzaga .... Gen. Deodoro da Fonseca
- Lima Duarte .... John Pascoe Grenfell
- Telmo de Avelar .... Capitão Mallet
- Raul Cortez .... Gen. Barroso Pereira
- Cecil Thiré .... Justo José de Urquiza

Deputados, ministros e senadores
- Herval Rossano .... Visconde de Ouro Preto
- Ivan de Albuquerque .... Quintino Bocaiúva
- Francisco Dantas .... Maracajú
- Miguel Rosemberg .... Cândido de Oliveira
- Pedro Veras .... Rui Barbosa
- José Lewgoy .... Barão de Cotegipe
- Mário Lago .... Paulino de Sousa
- Luiz Armando Queiroz .... Joaquim Nabuco
- Rubens Corrêa .... Andrade Figueira
- Ivan de Albuquerque .... Quintino Bocaiúva
- Angelito Mello .... Rodolfo Dantas
- José Augusto Branco .... Conselheiro João Alfredo

Abolicionistas, misteriosos, perigosos e republicanos
- Edwin Luisi .... Ângelo Agostini
- Cristina Prochaska .... Abigail
- Buza Ferraz .... Silva Jardim
- Jorge Coutinho .... André Rebouças
- Sebastão Lemos .... Luís de Andrade
- Alby Ramos .... Seixas Magalhães
- Renato Coutinho .... João Clapp
- Breno Moroni .... Gustavo de Lacerda
- Valter Santos .... José do Patrocínio
- Serafim Gonzalez .... Desembargador Coelhos Bastos
- Valdir Fernandes .... Capitão Moreira César

Ambiciosos, justiceiros e poderosos
- Josmar Martins .... Manuel
- Alfredo Murphy .... Raimundo
- Silvio Pozatto .... Navarro
- Pietro Mário .... José Relvas
- Ivan de Almeida .... Bianor
- Roberto Lopes .... Leonardo Coimbra
- Cláudio Ramos .... Fonseca Lima
- Hélio da Gama .... Rodolfo
- Aloysio Pimentel .... Pedro de Alves Mello
- Waldir Fiori .... Ernesto Rodrigues
- Marcos Americano .... Afonso Costa
- José de Freitas .... Juiz César Domingues

## Exibição
Foi reprisada no Viva de 3 a 24 de novembro de 2019, substituindo Dercy de Verdade e sendo substituído por Engraçadinha: Seus Amores e Seus Pecados aos domingos às 23h45.